# Cromartyshire
Cromartyshire (także Cromarty) – hrabstwo historyczne w północnej Szkocji, istniejące do 1890 roku, kiedy to połączone zostało z sąsiednim Ross-shire w Ross and Cromarty. Współcześnie jego terytorium znajduje się w granicach jednostki administracyjnej Highland.
Terytorium hrabstwa było mocno rozczłonkowane, obejmowało 22 odseparowane od siebie części, z których większość była enklawami hrabstwa Ross-shire. „Właściwa” część hrabstwa, o powierzchni 82 km², znajdowała się w północnej części półwyspu Black Isle i obejmowała m.in. miasto Cromarty, stolicę hrabstwa. Obszar ten od średniowiecza należał do szeryfowstwa Cromartyshire. Pozostałe 21 eksklaw przyłączonych zostało do niego pod koniec XVII wieku w wyniku zabiegów ówczesnego szeryfa (w późniejszych latach hrabiego) George'a Mackenziego, który to był właścicielem owych ziemi. Największa pod względem powierzchni eksklawa, położona na północ od zatoki Loch Broom i obejmująca m.in. miasto Ullapool, liczyła nieco ponad 574 km². Całkowita powierzchnia hrabstwa wynosiła 879 km².
W XIX wieku, jeszcze przed formalnym połączeniem Cromartyshire i Ross-shire w jedno hrabstwo, wiele aspektów administracji było wspólnych dla obu hrabstw – objęte były jednym okręgiem wyborczym, jednym szeryfowstwem (okręgiem władzy sądowniczej), traktowane były jako jeden byt dla celów podatkowych i administracji kościelnej.